# Pardosa credula
Pardosa credula este o specie de păianjeni din genul Pardosa, familia Lycosidae. A fost descrisă pentru prima dată de O. P.-cambridge, 1885. Conform Catalogue of Life specia Pardosa credula nu are subspecii cunoscute.